# Ньюмен, Джеральд
Джеральд Уорник Ньюмен (англ. Gerald Warnick Pneuman; 4 августа 1931, Гэри, штат Индиана — 3 мая 2004, Чико, штат Калифорния) — американский астрофизик, специалист по физике солнца.
Отслужив в 1951—1955 гг. в Военно-морском флоте США, окончил Университет Пердью, получив магистерскую степень в 1959 году и докторскую в 1963 году. В 1963—1968 гг. работал в исследовательской лаборатории концерна General Motors в Санта-Барбаре. Затем в 1968—1987 гг. преподавал на отделении астрофизики Университета Колорадо в Боулдере, одновременно вёл научные исследования в Высокогорной обсерватории в Боулдере (с 1981 г. старший научный сотрудник). В 1978—1979 гг. приглашённый научный сотрудник в Институте Макса Планка, в 1984—1985 гг. — в Институте астрономии Швейцарской высшей технической школы Цюриха.
Наиболее существенные работы Ньюмена (многие в соавторстве с Роджером Коппом) относятся к 1970-м годам и связаны с построением математических моделей, объясняющих происхождение солнечного ветра и другие электромагнитные эффекты в солнечной короне.